# 普瓦瑟勒拉格朗日
普瓦瑟勒拉格朗日（法語：Poiseul-la-Grange，法語發音：[pwazœl la ɡʁɑ̃ʒ]）是法国科多尔省的一个市镇，位于该省北部，属于第戎区。

## 地理
普瓦瑟勒拉格朗日（47°34'35"N, 4°48'16"E）面积22.89 平方千米，位于法国勃艮第-弗朗什-孔泰大區科多尔省，该省份为法国中东部省份，北起奥布省，西接涅夫勒省和约讷省，南至索恩-卢瓦尔省，东南接汝拉省，东临上索恩省，东北部与上马恩省接壤。
与普瓦瑟勒拉格朗日接壤的市镇（或旧市镇、城区）包括：埃塔朗特、尚索、瓦尼、比利莱尚索、埃沙洛、拉马热勒、莱里。

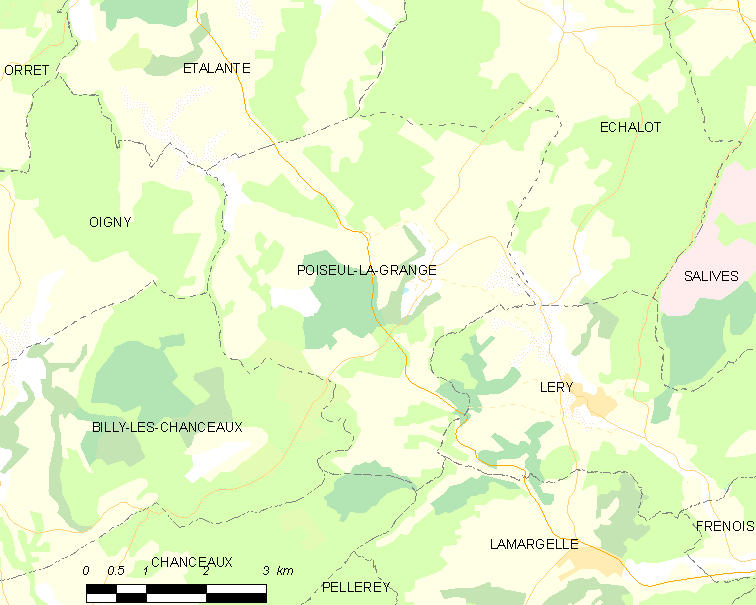
普瓦瑟勒拉格朗日的OSM定位图

普瓦瑟勒拉格朗日的时区为UTC+01:00、UTC+02:00（夏令时）。

## 行政
普瓦瑟勒拉格朗日的邮政编码为21440，INSEE市镇编码为21489。

## 政治
普瓦瑟勒拉格朗日所属的省级选区为蒂耶河畔伊斯县。

## 人口

1962-2008年间普瓦瑟勒拉格朗日人口变化图示

普瓦瑟勒拉格朗日于2022年1月1日时的人口数量为68人。